# Jerzy Kawalerowicz
Jerzy Franciszek Kawalerowicz (Gwoździec, 19 januari 1922 – Warschau, 27 december 2007) was een Pools filmregisseur, filmproducent en scenarioschrijver. Kawalerowicz was een belangrijk persoon binnen de Poolse filmschool (Polska Szkoła Filmowa), waar onder andere Andrzej Wajda en Wojciech Jerzy Has deel van uitmaakte. Deze groep stond onder invloed van het Italiaans neorealisme, wat ook in enkele films van Kawalerowicz is terug te zien. In 1955 richtte hij het productiebedrijf Studio Filmowe Kadr op, waaruit vele succesvolle Poolse films voortvloeiden.
Kawalerowicz kreeg internationale erkenning in 1961 met de film Matka Joanna od aniołów, waar hij de juryprijs mee won op het Filmfestival van Cannes. In 1966 werd zijn film Faraon genomineerd voor de Oscar voor Beste Niet-Engelstalige film.
Zijn laatste film, Quo vadis, maakte hij in 2001 en was met een budget van ca. $18 miljoen dollar op dat moment de duurste Poolse film ooit. Kawalerowicz overleed op 27 december 2007 in Warschau op 85-jarige leeftijd.

## Filmografie
- Gromada (1951)
- Celuloza (1953–1954)
- Pod gwiazdą frygijską (1954)
- Cień (1956)
- Prawdziwy koniec wielkiej wojny (1957)
- Pociąg (1959)
- Matka Joanna od aniołów (1961)
- Faraon (1966)
- Gra (1968)
- Magdalena (1971)
- Śmierć prezydenta (1977)
- Spotkanie na Atlantyku (1980)
- Austeria (1983)
- Jeniec Europy (1989)
- Bronsteins Kinder (1990)
- Za co? (1995)
- Quo vadis (2001)